# Malika Bayerwaltes
Malika Bayerwaltes (* 1991) ist eine deutsche Synchronsprecherin.

## Leben
Malika Bayerwaltes ist die Tochter der Schauspielerin Eva Maria Bayerwaltes und ist regelmäßig seit 2002 als Synchronsprecherin im Raum München zugegen.

## Synchronrollen (Auswahl)
Kay Panabaker
- 2004–2005: Summerland Beach: als Nikki Westerly
- 2010–2011: My Superhero Family: als Daphne Powell
- 2011: Internet-Mobbing: als Samantha Caldone

### Filme
- 2003: Die Geistervilla: Aree Davis als Megan
- 2005: Harry Potter und der Feuerkelch: Afshan Azad als Padma Patil
- 2006: Es begab sich aber zu der Zeit …: Keisha Castle-Hughes als Maria
- 2008: Tintenherz: Eliza Bennett als Meggie Folchart
- 2010: Spy Daddy: Madeline Carroll als Farren
- 2011: Lemonade Mouth – Die Geschichte einer Band: Hayley Kiyoko als Stella Yamada
- 2011: Prom – Die Nacht deines Lebens: Kylie Bunbury als Jordan Lundley
- 2011: Powder Girl: Felicity Jones als Kim Matthews
- 2011: Pariah: Adepero Oduye als Alike
- 2015: Im Rennstall ist das Zebra los: Hayden Panettiere als Channing Walsh
- 2017: Orbiter 9 – Das letzte Experiment: Clara Lago als Helena
- 2019: Auf der Couch in Tunis: Aïsha Ben Miled  als Olfa

### Serien
- 2004–2006: Phil aus der Zukunft: Amy Bruckner als Pam Diffy
- 2005–2006: Zoey 101: Alexa Nikolas als Nicole Bristow
- 2007: AIKa R-16: Virgin Mission: Ami Koshimizu als Aika Sumeragi (Anime)
- 2012: Black Rock Shooter: Kana Hanazawa als Mato Kuroi (Anime)
- 2012: Die Wilden Kerle: als Vanessa (Zeichentrickserie)
- 2015–2020: The Magicians: Jade Tailor als Kady Orloff-Diaz
- 2020–2023: Willkommen im Haus der Eulen: Mae Whitman als Amity Blight